# عين السنديانة
عين السنديانة هي إحدى القرى اللبنانية من قرى قضاء المتن في محافظة جبل لبنان. وأغلب سكانها هم من المسيحيين.[1][2][3]